# Attentato del bus del Cairo del 1990
L'attentato del bus del Cairo del 1990 fu un attacco terroristico su un autobus che trasportava turisti israeliani al Cairo, in Egitto, avvenuto il 4 febbraio 1990. L'attacco venne rivendicato da due gruppi: un gruppo sconosciuto che si autodefiniva "Organizzazione per la difesa degli oppressi delle prigioni egiziane", che affermò di averlo fatto per protestare contro le torture nelle carceri egiziane, ed il Movimento per il Jihad Islamico in Palestina. Nove civili israeliani vennero uccisi e altri 17 feriti con fuoco automatico e bombe a mano. L'attacco fu il peggiore contro gli israeliani in Egitto da quando i due Paesi firmarono un accordo di pace nel 1979.
Il ministro israeliano Ariel Sharon disse che dietro l'attacco c'era l'Organizzazione per la Liberazione della Palestina.
Successivamente, il governo egiziano annunciò che l'attacco era stato pianificato all'estero ed era stato condotto da non egiziani.

## L'attacco
Il giorno dell'attacco l'autobus stava viaggiando da Rafah al confine egiziano con la Striscia di Gaza occupata da Israele al Cairo attraverso la città portuale di Ismailia sul Canale di Suez. A bordo c'erano 31 accademici israeliani e le loro famiglie. Mentre l'autobus si avvicinava a una delle tante città pendolari del Cairo, una berlina Peugeot bianca sterzò davanti al veicolo, facendolo fermare. Tre pullman del personale della Royal Navy dell'HMS Bristol, dell'HMS Ariadne e dell'HMS Minerva stavano seguendo l'autobus israeliano e assistirono all'attacco. A questo punto diversi uomini armati saltarono fuori dall'auto e aprirono il fuoco sull'autobus con fucili d'assalto costringendo i seguenti autobus a fare retromarcia lungo la strada. Gli aggressori lanciarono 4 granate, di cui 2 esplose. Gli aggressori scapparono nel deserto e si diressero in lontananza al Cairo.

## Conseguenze
L'attacco provocò la morte di 9 israeliani e altri 17 feriti. 8 rimasero uccisi sul colpo ed uno morì in ospedale più tardi quella notte. Le vittime vennero inizialmente portate in un ospedale nel sobborgo del Cairo di Heliopolis, ma successivamente trasportate da un aereo militare israeliano nel loro Paese d'origine.
Il primo ministro israeliano Yitzhak Shamir disse alla televisione israeliana che l'attacco era stato "grave e scioccante" e che dimostrava "che l'odio per Israele esiste ancora e si sta diffondendo nella zona". Il Dipartimento di Stato degli Stati Uniti definì l'attacco un "orribile atto di terrorismo e affermò che era stato un ovvio tentativo da parte dei nemici della pace di fermare gli sforzi di riconciliazione e dialogo".